# Phase7 performing.arts
phase7 performing.arts ist ein Berliner Künstlerkollektiv, das 1999 von Sven Sören Beyer ins Leben gerufen wurde. Hauptsitz des deutschlandweiten Netzwerkes ist Berlin. phase7 ist bekannt für Inszenierungen, die Medien und Theater auf außergewöhnliche Art und Weise miteinander verknüpfen. Softwarekünstler, Computerfachleute, darstellende Künstler und Musiker entwerfen unter der Leitung von Beyer sowohl Auftragsarbeiten für Wissenschaft und Wirtschaft, als auch eigene Kunstprojekte. 2001 wurde phase7 durch den Entwurf eines außergewöhnlichen Konzepts mit der Eröffnung des Bundeskanzleramts beauftragt.
Neben Regisseur Sven Sören Beyer gehören zum Kernteam von phase7 u. a. Interaktivkünstler Frieder Weiss, Komponist Christian Steinhäuser, Lichtdesigner Björn Herrmann, Kostümdesigner Pedro Richter, Choreografin Lydia Klement sowie Autorin und Regisseurin Christiane Neudecker.
In den letzten Jahren wurde phase7 durch Inszenierungen u. a. in China, Oman, Portugal und Dubai auch international bekannt. 2019 inszenierte phase7 zuletzt die Eröffnungszeremonie der Kulturhauptstadt Europas Plowdiw, Bulgarien. Als zentrales Element der Show diente ein 30 Meter hoher Medienturm, der eigens für die Veranstaltung konzipiert und gebaut wurde, einer 360-Grad Bespielung auf fünf Ebenen mit mehr als 1.500 Show-Teilnehmern, die aus Bulgarien und anderen EU-Ländern stammten.
Realisierte Projekte in Berlin waren unter anderem die Feierlichkeiten zum Mauerfall am Brandenburger Tor (2014), die Spielzeiteröffnung der Deutschen Oper Berlin mit „Himmelsmechanik - eine Entortung“ (2013) und im Sommer 2005 die Einsteinoper „C-the speed of light“, die in einem kugelförmigen Media Dome auf dem Bebelplatz stattfand.

## Inszenierungen (Auswahl)
- 2024 Eröffnungszeremonie der Kulturhauptstadt Europas Bodø, Norwegen
- 2022/2023: Special Olympics Berlin
- 2022 „chasing waterfalls“ – Eine Artificial Intelligence Oper
- 2019 Bürgerfest zu 30 Jahre Mauerfall am Brandenburger Tor, Berlin
- 2019 „WE ARE ALL COLOURS“ – Eröffnung der Kulturhauptstadt Europas Plowdiw, Bulgarien[1]
- 2018 „Arts for the people“ – Eröffnung des Weywuying-Kulturzentrum in Kaohsiung, Taiwan
- 2018 „Nobody but a princess“ – H.C. Andersen Festivals, Dänemark
- 2017 „Sunshine Freedom and a little Flower“ – H.C. Andersen Festivals, Dänemark
- 2015 Closing Ceremony – 25 Jahre Tag der Deutschen Einheit in Frankfurt a. M.
- 2015 „Midnight Reflexions – A Silent Concert“ – Internationale Festspiele Bergen
- 2015 „Delusions II“ – Shanghai International Arts Festival
- 2014 „Mut zur Freiheit“ – Bürgerfest zu 25 Jahre Mauerfall am Brandenburger Tor, Berlin
- 2014 „Burning Snow“ Opening Ceremony – Kulturhauptstadt Europas Umea, Schweden
- 2013 „Himmelsmechanik – Eine Entortung“ – begehbare Oper, Musik von Maurice Kagel und Christian Steinhäuser, Spielzeiteröffnung 13/14 der Deutschen Oper Berlin
- 2013 „Murmuration“ – Offizielle Eröffnung Internationale Festspiele Bergen
- 2012 „Neither“ – Oper von Samuel Beckett und Morton Feldman, Radialsystem V Berlin
- 2008 „Onskebronn“ – interaktive Medienskulptur in Sandnes/Norwegen[2]
- 2008 Closing Ceremony der Kulturhauptstadt Europas Stavanger, Norwegen
- 2005 „C - The Speed of Light“ – Crossmedia-Oper anlässlich des Einsteinjahres; UA Berlin/Bebelplatz
- 2004 DELUSIONS, Staatsoper Stuttgart[3]
- 2001 Eröffnung des Bundeskanzleramtes in Berlin